# У дзеркала два обличчя
«У дзеркала два обличчя» (англ. The Mirror Has Two Faces) — американська романтична кінокомедія 1996 року акторки і режисера Барбри Стрейзанд. Фільм створений на основі сюжету фільму 1958 року «Двостороннє дзеркало», у якому головні ролі грали відомі французькі актори Бурвіль і Мішель Морган.

## Сюжет
Грегорі Ларкін (Джефф Бріджес) — викладач математики в Колумбійському університеті живе самотньо, хоч має нетривалі зв'язки з жінками, які не можуть задовільнити його інтелектуальні зацікавлення. Тому він вирішує створити сім'ю, базуючись не на бурхливій любові, яка, як відомо, минає досить швидко, а на спільних інтересах і сумісності. Роуз Морган (Барбра Стрейзанд) також викладає в тому ж навчальному закладі літературу і теж самотня. Вона не надає особливого значення своєму зовнішньому виглядові, живе з деспотичною матір'ю і сподівається не померти старою дівою. Тому, коли Грегорі дає оголошення про пошук другої половинки без того, що називають пристрастю, Роуз погоджується на зустріч …

## Ролі виконують
- Барбра Стрейзанд — Роуз Морган-Ларкін
- Джефф Бріджес — Грегорі Ларкін
- Лорен Беколл — Ганна Морган
- Джордж Сігал — Генрі Файн
- Мімі Роджерс — Клер Морган
- Пірс Броснан — Алекс
- Бренда Ваккаро — Доріс
- Ель Макферсон — Кендіс
- Леслі Стефансон — Сара Маєрс
- Тайна Елг — професор
- Мілла Йовович — дівчина в рекламі (в титрах не зазначена)
- Елай Рот — студент (в титрах не зазначений)

## Навколо фільму
- Пісню «Я нарешті знайшла когось» (I Finally Found Someone) у фільмі виконала Барбра Стрейзанд з Браяном Адамсом.

## Нагороди
- 1996 Премія Товариства кінокритиків Сан-Дієго[en] (США):
  - за найкращу жіночу роль другого плану[en] — Лорен Беколл
- 1997 Премія «Золотий глобус» Голлівудської асоціації іноземної преси (США):
  - за найкращу жіночу роль другого плану — Лорен Беколл
- 1997 Премія Гільдії кіноакторів (США):
  - Премія Гільдії кіноакторів США за найкращу жіночу роль другого плану — Лорен Беколл
- 1998 Американського товариства композиторів і видавців[en] (США):
  - за найпопулярнішу пісню «Я нарешті знайшла когось» (Most Performed Songs from Motion Pictures) — Браян Адамс, Роберт Джон Ланг, Марвін Гамліш[en], Барбра Стрейзанд